# Olympische Sommerspiele 2012/Tennis
Bei den Olympischen Sommerspielen 2012 in der britischen Hauptstadt London wurden vom 28. Juli bis 5. August fünf Wettbewerbe im Tennis ausgetragen, Einzel für Frauen und Männer, sowie Doppel für Frauen, Männer und Mixed.
Die Spiele fanden auf dem Gelände des All England Lawn Tennis and Croquet Club in Wimbledon statt. Der Centre Court bot 15.000 Zuschauern Platz und ist seit 2009 mit einem herausfahrbaren Dach ausgestattet.
Es wurde damit ein Wettbewerb mehr ausgetragen als in Peking 2008. Am 10. Dezember 2009 entschied das IOC auf seiner Sitzung in Lausanne, erstmals seit Paris 1924 wieder ein Mixed-Doppel zu veranstalten. Erstmals seit Antwerpen 1920 fand das olympische Tennisturnier wieder auf Rasen statt.
Insgesamt acht Spieler führten die Delegation ihres Landes bei der Eröffnungsfeier als Fahnenträger an: Agnieszka Radwańska (Polen), Marija Scharapowa (Russland), Stephanie Vogt (Liechtenstein), Horia Tecău (Rumänien), Maks Mirny (Belarus), Marcos Baghdatis (Zypern), Stanislas Wawrinka (Schweiz) und Novak Đoković (Serbien).
Im Herreneinzel siegte der britische Lokalmatador Andy Murray vor Roger Federer aus der Schweiz und Juan Martín del Potro aus Argentinien. Das Herrendoppel gewannen Bob und Mike Bryan aus den Vereinigten Staaten vor den französischen Paaren Michaël Llodra und Jo-Wilfried Tsonga sowie Richard Gasquet und Julien Benneteau. Im Dameneinzel war die US-Amerikanerin Serena Williams siegreich, Silber ging an die Russin Marija Scharapowa, Bronze an die Belarussin Wiktoryja Asaranka. In der Doppelkonkurrenz der Damen war es erneut Serena Williams, die gemeinsam mit ihrer Schwester Venus als einzige ihren Titel verteidigen konnte. Sie bezwangen Andrea Hlaváčková und Lucie Hradecká aus Tschechien, Dritte wurden die Russinnen Marija Kirilenko und Nadja Petrowa. Im Mixed-Wettbewerb ging Gold an Wiktoryja Asaranka und Maks Mirny aus Belarus, die im Finale die Briten Laura Robson und Andy Murray besiegten. Bronze gewann das US-amerikanische Duo Lisa Raymond und Mike Bryan.

## Wettbewerbe und Zeitplan

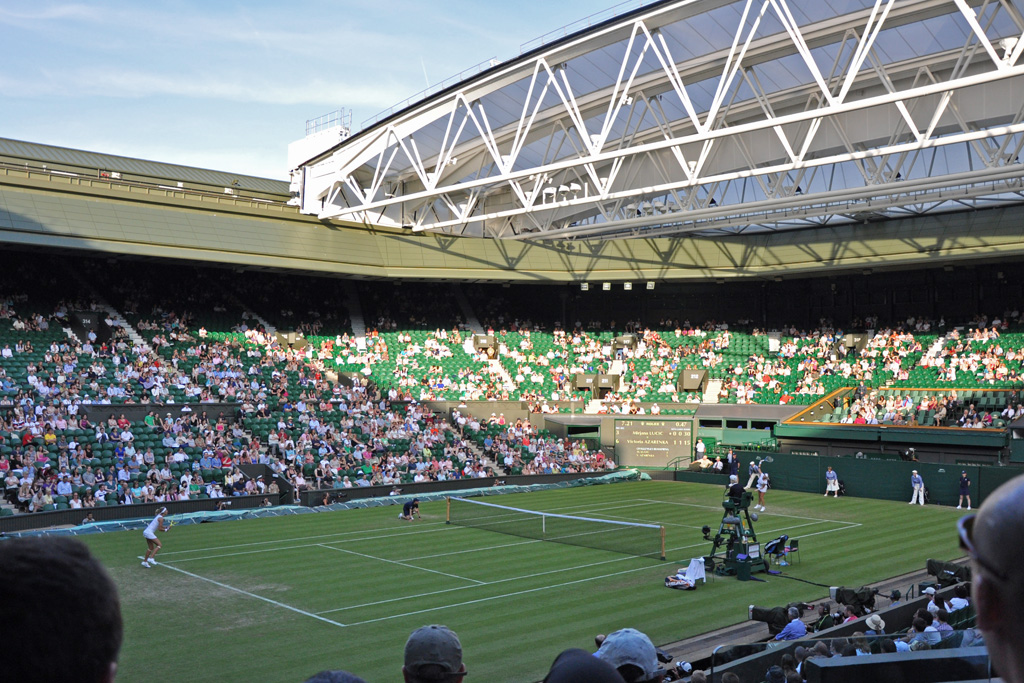
Auf dem Centre Court des All England Lawn Tennis and Croquet Club in Wimbledon fanden alle Finalspiele statt

| Wettbewerbe und Zeitplan Tennis | Wettbewerbe und Zeitplan Tennis | Wettbewerbe und Zeitplan Tennis | Wettbewerbe und Zeitplan Tennis | Wettbewerbe und Zeitplan Tennis | Wettbewerbe und Zeitplan Tennis | Wettbewerbe und Zeitplan Tennis | Wettbewerbe und Zeitplan Tennis | Wettbewerbe und Zeitplan Tennis | Wettbewerbe und Zeitplan Tennis |
| Wettbewerbe                     | Juli/August                     | Juli/August                     | Juli/August                     | Juli/August                     | Juli/August                     | Juli/August                     | Juli/August                     | Juli/August                     | Juli/August                     |
| Frauen                          | 28.                             | 29.                             | 30.                             | 31.                             | 1.                              | 2.                              | 3.                              | 4.                              | 5.                              |
| ------------------------------- | ------------------------------- | ------------------------------- | ------------------------------- | ------------------------------- | ------------------------------- | ------------------------------- | ------------------------------- | ------------------------------- | ------------------------------- |
| Einzel                          | R1                              | R1                              | R2                              | R2                              | AF                              | VF                              | HF                              |                                 |                                 |
| Doppel                          | R1                              | R1                              | AF                              | VF                              |                                 | HF                              |                                 |                                 |                                 |
| Männer                          | 28.                             | 29.                             | 30.                             | 31.                             | 1.                              | 2.                              | 3.                              | 4.                              | 5.                              |
| Einzel                          | R1                              | R1                              | R2                              | R2                              | AF                              | VF                              | HF                              |                                 |                                 |
| Doppel                          | R1                              | R1                              | AF                              | VF                              |                                 | HF                              |                                 |                                 |                                 |
| Mixed                           | 28.                             | 29.                             | 30.                             | 31.                             | 1.                              | 2.                              | 3.                              | 4.                              | 5.                              |
| Doppel                          |                                 |                                 |                                 |                                 | AF                              | VF                              | HF                              |                                 |                                 |

| R1/2 | 1./2. Runde | AF | Achtelfinale | VF | Viertelfinale | HF | Halbfinale |  | Kleines/Großes Finale |

## Herren

### Einzel
| Platz | Land               | Spieler               |
| ----- | ------------------ | --------------------- |
| 1     | Großbritannien     | Andy Murray           |
| 2     | Schweiz            | Roger Federer         |
| 3     | Argentinien        | Juan Martín del Potro |
| 4     | Serbien            | Novak Đoković         |
| 5     | Vereinigte Staaten | John Isner            |
| 5     | Spanien            | Nicolás Almagro       |
| 5     | Japan              | Kei Nishikori         |
| 5     | Frankreich         | Jo-Wilfried Tsonga    |

### Doppel
| Platz | Land               | Spieler                           |
| ----- | ------------------ | --------------------------------- |
| 1     | Vereinigte Staaten | Bob Bryan Mike Bryan              |
| 2     | Frankreich         | Michaël Llodra Jo-Wilfried Tsonga |
| 3     | Frankreich         | Julien Benneteau Richard Gasquet  |
| 4     | Spanien            | David Ferrer Feliciano López      |
| 5     | Israel             | Jonathan Erlich Andy Ram          |
| 5     | Brasilien          | Marcelo Melo Bruno Soares         |
| 5     | Kroatien           | Marin Čilić Ivan Dodig            |
| 5     | Serbien            | Janko Tipsarević Nenad Zimonjić   |

## Damen

### Einzel
| Platz | Land               | Spielerin          |
| ----- | ------------------ | ------------------ |
| 1     | Vereinigte Staaten | Serena Williams    |
| 2     | Russland           | Marija Scharapowa  |
| 3     | Belarus            | Wiktoryja Asaranka |
| 4     | Russland           | Marija Kirilenko   |
| 5     | Belgien            | Kim Clijsters      |
| 5     | Dänemark           | Caroline Wozniacki |
| 5     | Deutschland        | Angelique Kerber   |
| 5     | Tschechien         | Petra Kvitová      |

### Doppel
| Platz | Land                | Spielerin                          |
| ----- | ------------------- | ---------------------------------- |
| 1     | Vereinigte Staaten  | Serena Williams Venus Williams     |
| 2     | Tschechien          | Andrea Hlaváčková Lucie Hradecká   |
| 3     | Russland            | Marija Kirilenko Nadja Petrowa     |
| 4     | Vereinigte Staaten  | Liezel Huber Lisa Raymond          |
| 5     | Italien             | Sara Errani Roberta Vinci          |
| 5     | Volksrepublik China | Peng Shuai Zheng Jie               |
| 5     | Chinesisch Taipeh   | Chuang Chia-jung Hsieh Su-wei      |
| 5     | Russland            | Jelena Wesnina Jekaterina Makarowa |

## Mixed
| Platz | Land               | Spieler/in                         |
| ----- | ------------------ | ---------------------------------- |
| 1     | Belarus            | Wiktoryja Asaranka Maks Mirny      |
| 2     | Großbritannien     | Laura Robson Andy Murray           |
| 3     | Vereinigte Staaten | Lisa Raymond Mike Bryan            |
| 4     | Deutschland        | Sabine Lisicki Christopher Kas     |
| 5     | Indien             | Sania Mirza Leander Paes           |
| 5     | Argentinien        | Gisela Dulko Juan Martín del Potro |
| 5     | Australien         | Samantha Stosur Lleyton Hewitt     |
| 5     | Italien            | Roberta Vinci Daniele Bracciali    |

## Medaillenspiegel
| Platz | Land               | G | S | B | Gesamt |
| ----- | ------------------ | - | - | - | ------ |
| 01    | Vereinigte Staaten | 3 | – | 1 | 4      |
| 02    | Großbritannien     | 1 | 1 | – | 2      |
| 03    | Belarus            | 1 | – | 1 | 2      |
| 04    | Frankreich         | – | 1 | 1 | 2      |
|       | Russland           | – | 1 | 1 | 2      |
| 06    | Schweiz            | – | 1 | – | 1      |
|       | Tschechien         | – | 1 | – | 1      |
| 08    | Argentinien        | – | – | 1 | 1      |
| Total | Total              | 5 | 5 | 5 | 15     |

## Modus
Das olympische Turnier wurde wie die Turniere der ATP Tour bzw. der WTA Tour von der ersten Runde an im K.-o.-Verfahren gespielt. Die Paarungen der ersten Runde wurden ausgelost. Eine Setzliste verhinderte, dass die bestplatzierten Spieler der Weltrangliste früh aufeinandertreffen hätten können. Die Sieger der Halbfinals spielten um die Goldmedaille, die Verlierer um die Bronzemedaille. Die Spiele wurden auf zwei Gewinnsätze gespielt, nur das Finale im Männer-Einzel auf drei Gewinnsätze. Genau wie bei den vorherigen Olympischen Spielen war das Tennisturnier Bestandteil der ATP-/WTA-Tour, so dass auch Weltranglistenpunkte vergeben wurden. Der Tennisweltverband (ITF) versuchte so, auch die Topspieler zur Teilnahme zu bewegen.
Folgende Weltranglistenpunkte konnten die Spieler erreichen.
| Runde          | Frauen          | Frauen          | Männer          | Männer          |
| Runde          | Einzel & Doppel | Einzel & Doppel | Einzel & Doppel | Einzel & Doppel |
| -------------- | --------------- | --------------- | --------------- | --------------- |
| Goldmedaille   | 685             | 685             | 750             | 750             |
| Silbermedaille | 470             | 470             | 450             | 450             |
| Bronzemedaille | 340             | 340             | 340             | 340             |
| 4. Platz       | 260             | 260             | 270             | 270             |
| Viertelfinale  | 175             | 175             | 135             | 135             |
| Achtelfinale   | 095             | 095             | 070             | 070             |
| 2. Runde       | 055             | 055             | 035             | 035             |
| 1. Runde       | 01              | 01              | 05              | 05              |

## Qualifikation

### Qualifikationskriterien
Es nahmen 190 Athleten an den Wettbewerben teil. Pro NOK durften maximal je sechs Frauen und Männer teilnehmen. Bis zu vier Quotenplätze konnte die ITF per Einladung vergeben. Im Einzel starteten 64 Athleten, im Frauen- und Männer-Doppel 32 Paare und im Mixed-Doppel 16 Paare. Im Einzel durften maximal vier Athleten pro Land und Geschlecht eingesetzt werden, in den Doppeln maximal zwei Paare pro Land und Geschlecht.
Die Qualifikationskriterien galten für Frauen und Männer. 56 der 64 Einzelstarter und 24 der 32 Doppelpaare qualifizierten sich direkt über die Weltrangliste zum Stichtag 11. Juni 2012. Befanden sich mehr als vier Athleten bzw. mehr als zwei Doppel eines Landes auf besagten Plätzen der Weltrangliste, so rückten entsprechend Athleten auf den folgenden Plätzen nach. Die weiteren Startplätze wurden auch durch die Weltrangliste vergeben, allerdings unter Berücksichtigung kontinentaler Mindestquoten und nicht mehr an NOKs, die bereits Athleten qualifiziert hatten. Die Startplätze für das Mixed-Doppel vergab die ITF nach Abschluss der Qualifikation. Nur Athleten, die auch in einem anderen Wettbewerb qualifiziert waren, durften im Mixed starten. Es konnten sich nur Athleten qualifizieren, die zwischen 2009 und 2012 mindestens zwei Einsätze bei einem Davis-Cup- bzw. Fed-Cup-Spiel hatten, wobei einer der Einsätze in den Jahren 2011 oder 2012 erfolgt sein musste.

### Qualifizierte Athleten
Die ITF vergab im April 2012 zwei Quotenplätze für das Damenfeld per Einladung an Stephanie Vogt aus Liechtenstein, die bereits 2008 eine Wildcard erhielt, aber aufgrund einer Verletzung nicht antreten konnte, sowie Verónica Cepede Royg aus Paraguay. Im Gegensatz zu den vorherigen Tennisturnieren bei Olympia gab es 2012 keine Tripartite-Plätze bei den Herren, stattdessen wurden diese Plätze allgemein in ITF-Wildcards umgewandelt.
Am 26. Juni gab die ITF die Liste der qualifizierten Spieler bekannt. Insgesamt qualifizierten sich Athleten aus 45 unterschiedlichen NOKs für die olympischen Turniere. Die ITF vergab dabei auch ihre Wildcards für die verschiedenen Felder. Die acht Wildcards bei den Herren erhielten Lleyton Hewitt, Malek Jaziri, Serhij Stachowskyj, Adrian Ungur, Vasek Pospisil, Thomaz Bellucci, Somdev Devvarman und Blaž Kavčič. Bei den Damen wurden sechs Wildcards vergeben, diese erhielten Alizé Cornet, Anna Tatischwili, Anne Keothavong, Elena Baltacha, Mariana Duque Mariño und Ons Jabeur. Im Herrendoppel wurden acht Wildcards an die Nationen Argentinien, Brasilien, Kolumbien, Israel, Japan, Rumänien, Russland und die Slowakei vergeben. Im Damendoppel erhielten ebenfalls acht Nationen eine Wildcard: Kanada, Taiwan, Frankreich, Georgien, Indien, Ukraine und zweimal Großbritannien. Für das Mixed wurden keine Wildcards vergeben, da sich dieses Feld ausschließlich aus Teilnehmern der anderen Felder zusammensetzte.
Am 18. Juli 2012 gab Andrea Petković aus Verletzungsgründen (doppelter Bänderriss im April 2012) ihren Verzicht auf die Teilnahme an den Olympischen Sommerspielen bekannt. Ihren Platz im Einzelfeld nahm Mona Barthel ein, im Doppel trat Anna-Lena Grönefeld für Petković an.
Neben Petković verzichteten auch die qualifizierten Aljona Bondarenko, Kaia Kanepi, Petra Martić, Ivo Karlović, Gaël Monfils, Mardy Fish, Philipp Kohlschreiber und Florian Mayer teilweise ebenfalls verletzungsbedingt auf eine Teilnahme. Am 19. Juli wurde bekannt, dass Titelverteidiger Rafael Nadal auf das olympische Turnier verzichtet. Als Grund hierfür gab der Spanier Kniebeschwerden an, die er sich bei seiner Zweitrundenniederlage in Wimbledon zugezogen hat. Für Nadal starteten Feliciano López im Einzel und Marc López im Doppel.